# Juan Modesto
Juan Guilloto León (El Puerto de Santa María, 24 de septiembre de 1906 - Praga, 19 de abril de 1969), habitualmente conocido como «Modesto» o Juan «Modesto», fue un destacado militar español durante la guerra civil española y miembro del Partido Comunista de España (PCE). Procedente de la escala de milicias, al final de la guerra había alcanzado el grado militar de general de brigada.
Al mando del V Cuerpo de Ejército se labró su imagen de militar duro y competente, sobre todo durante las ofensivas republicanas en Brunete y Belchite. No obstante, alcanzó su aureola militar en el verano de 1938, cuando alcanzó la jefatura del Ejército del Ebro y dirigió personalmente la ofensiva republicana en el Ebro. Al final de la guerra partió al exilio hacia la Unión Soviética junto a otros militares republicanos de filiación comunista, así como los principales dirigentes del PCE. Allí estuvo durante algunos años destinado en la Academia Militar Frunze, ampliando sus estudios militares y de Estado Mayor. Tiempo después se retiró a Praga, capital de Checoslovaquia, donde pasaría sus últimos años de vida hasta su muerte en 1969. Su vertiginoso ascenso dentro de las milicias y el Ejército Popular, hasta alcanzar el grado de general, solo se explican por las propias circunstancias de la guerra civil, sus excepcionales méritos personales y el apoyo que el Partido Comunista le brindó.

## Biografía

### Juventud y formación
Nació en El Puerto de Santa María (Cádiz) en el seno de una familia de extracción obrera, trabajadores en las bodegas vinícolas de la zona. Fue compañero de estudios del poeta Rafael Alberti que relata en su libro La arboleda perdida su reencuentro en el Madrid republicano y en Alicante, última etapa de su exilio de España. Aserrador de profesión, se vio profundamente influenciado por los sucesos y las ideas de la Revolución de Octubre en Rusia y acabó afiliándose al PCE en 1930.
En su juventud se trasladó al Marruecos español para ingresar en el Cuerpo de Regulares, en el cual estuvo activo unos años. Fue aquí donde alcanzó sus primeros conocimientos militares y llegó a ser ascendido a cabo de Regulares aunque posteriormente sería degradado y expulsado del cuerpo. Tras la proclamación de la Segunda República, fue enviado por el partido a la Unión Soviética para recibir formación militar en la Academia Militar Frunze del Ejército Rojo, donde las asignaturas se basaban en disciplina operacional-táctica, marxismo-leninismo, historia del PCUS, historia militar, lenguas extranjeras, etc. También aprendió algo de ruso, un idioma que a posteriori le sería muy útil.
Volvió a España y a partir 1934 tomó parte en la organización las milicias comunistas, las llamadas Milicias Antifascistas Obreras y Campesinas (MAOC), creadas para la protección de los dirigentes comunistas y como fuerza de defensa de secciones locales y militantes contra las agresiones de grupos violentos como la Falange. También intervino en la organización del Sindicato de oficios varios y la sección española del Socorro Rojo.
Según Santiago Carrillo, el seudónimo de Modesto fue adoptado por Guilloto como «nombre de guerra» mientras desarrollaba actividades clandestinas.

### Guerra civil española
Al estallar la guerra civil se encontraba en Madrid, donde desde días anteriores al 18 de julio venía preparándose para el golpe de Estado. Cuando corrió el rumor por la capital de que el Cuartel de la Montaña se había unido a la sublevación militar, acudió allí junto a milicianos comunistas de las MAOC, tomando parte en su posterior asedio y asalto final al edificio. Las milicias comunistas ocuparon el colegio-convento de los Salesianos situado en el distrito de Tetuán y lo convirtieron en su cuartel general donde nació el 5.º Regimiento de Milicias Populares, una milicia comunista que con el paso del tiempo se convertirá en célebre y alcanzará una gran influencia por su eficacia militar respecto de otras milicias. Lo cierto es que el 5.º Regimiento se convirtió una escuela de futuros líderes militares y oficiales del futuro Ejército Popular de la República, como lo fueron Líster, Etelvino Vega o el propio Modesto, entre otros. Juan Guilloto fue uno de los organizadores y primeros comandantes del 5.º Regimiento, del que llegó a ser jefe en octubre de 1936. Durante estas primeras semanas de la guerra se distinguió en las operaciones de la sierra de Guadarrama al mando de las milicias comunistas, trasladándose más tarde hacia el sur.

#### Batallas en torno a Madrid
A finales de agosto se trasladó a la provincia de Toledo, donde dirigió un batallón intentando contener el avance franquista hacia Madrid. Se distinguió especialmente en las luchas con las tropas del Ejército de África a lo largo del río Tajo durante su avance hacia Madrid, destacando sus intervenciones en Talavera, Santa Olalla, Toledo o Illescas. Durante los combates en la zona de Talavera-Santa Olalla se reveló como un auténtico jefe militar al lograr coordinar las acciones de las milicias y unidades regulares (Guardias de asalto) bajo su mando. En el mes de noviembre volvió a destacarse durante la defensa de Madrid.
Inicialmente había mandado la 18.ª Brigada Mixta durante su etapa de formación. El 31 de diciembre de 1936, el general Miaja le encargó el mando de la 4.ª División, situada al oeste de la capital. Fue su división la que recibió de lleno la nueva ofensiva franquista hacia la carretera de La Coruña el 3 de enero de 1937. La división de Modesto sufre grandes bajas y las brigadas mixtas integradas en ella llegan a perder la cohesión entre sí, pero a mediados de mes la fuerza de la ofensiva franquista finalmente se agota y los republicanos logran mantener sus posiciones. A comienzos de febrero los franquistas volvieron a atacar, esta vez por la zona del Jarama, al sur de la capital. Los republicanos se vieron sorprendidos con esta nueva ofensiva y no esperaban un ataque con tal furia como la que llevó a cabo la columna de García-Escámez. Modesto es enviado al Jarama para apoyar la defensa junto a su división. La coordinación de las unidades republicanas dependientes del mando de Modesto nuevamente revela su capacidad de mando, en tanto que la ofensiva franquista llega a atravesar el Jarama pero es detenida y finalmente fracasa. Tras los combates del Jarama y su destacada participación, fue ascendido a teniente coronel y el 22 de marzo se le asignó el mando del recientemente creado V Cuerpo de Ejército, de nueva creación. El más tarde famoso V Cuerpo era la agrupación donde quedarían encuadradas divisiones comunistas como la 11.ª de Líster o la 46.ª de El Campesino.
El 6 de julio Modesto y su cuerpo de ejército (compuesto por las divisiones 11.ª, 46.ª y 35.ª) participan en la ofensiva republicana de Brunete, que tenía como objetivo el cerco de las divisiones franquistas que asediaban Madrid desde la Casa de Campo y la Ciudad Universitaria. Los avances republicanos fueron importantes pero para el día 15 la ofensiva republicana queda detenida y unos días comienza el contraataque franquista, que consigue recuperar terreno y las operaciones se dan por terminadas. Las pérdidas del V Cuerpo fueron muy elevadas aunque logró conservar algunas localidades reconquistadas. No obstante, la actuación de Modesto durante la batalla recibió elogios de parte de algunos mandos republicanos, como los que hizo el coronel Menéndez López en su informe:

"...Respecto a los jefes de Milicias, el único que sabe leer un plano es el llamado "Modesto". Los otros (Líster, Mera o el Campesino) además de no saber, creen no necesitarlo..."

#### Frente de Aragón
Un mes más tarde Modesto y el V Cuerpo fueron enviados al Frente de Aragón, donde intervino en la ofensiva de Zaragoza (26 de agosto), teniendo una destacada actuación en las primeras jornadas aunque rápidamente los avances republicanos quedan frenados y la operación fracasa estrepitosamente. Lo que al principio hacía comenzado en la lucha por Zaragoza acaba convirtiéndose en una Batalla por Belchite, una localidad de cierta importancia que había quedado cercada el primer día de la ofensiva y que mantuvo una resistencia implacable frente a lo mejor del Ejército Popular. El 6 de septiembre los últimos defensores de Belchite se rindieron y las operaciones quedaron finalizadas. Modesto intervendría en las últimas fases de la batalla de Teruel. Esta plaza había sido conquistada por los republicanos el 7 de enero de 1938, tras dos semanas de cerco por sus tropas. A finales de febrero los ejércitos franquistas contraatacaron y rodearon a algunas unidades republicanas en la ciudad, como la 46.ª División de El Campesino. Valentín González más tarde acusó a Modesto y a Líster de haberle dejado abandonado a su suerte, acusación que fue negada por los republicanos.
Después los combates de Teruel, se produjo la gran ofensiva franquista en Aragón y la consecuente retirada de todas las divisiones republicanas hacia Cataluña y el Levante. Las unidades bajo el mando de Modesto lograron detener a las tropas de Franco en Tortosa, aunque quedaron cercados en Cataluña y separados del resto de la zona republicana.

#### Al mando del Ejército del Ebro

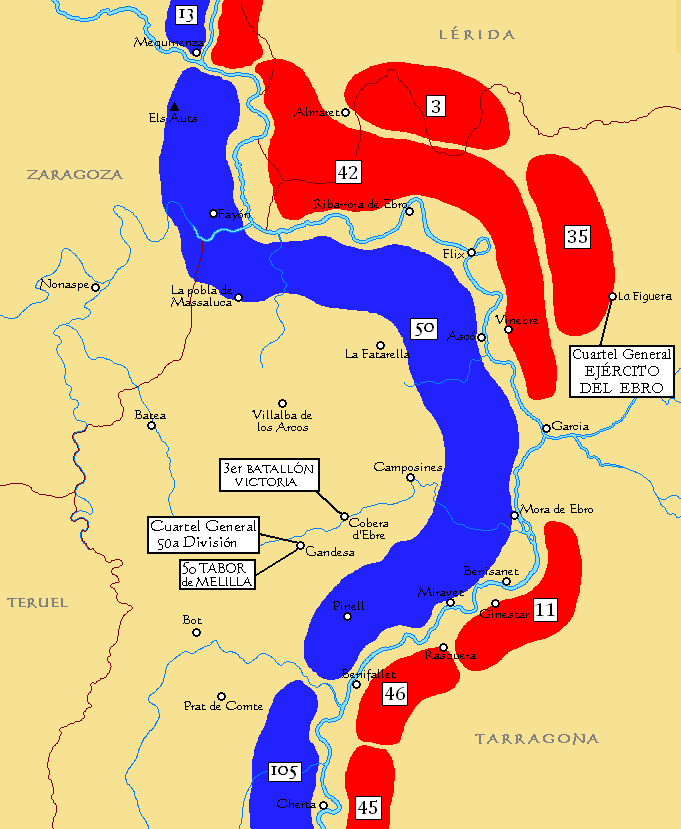
Distribución de los Ejércitos en Frente del Ebro a las 00:15 del 25 de julio.

El 30 de abril de 1938, fue puesto al mando de la Agrupación Autónoma del Ebro, una nueva formación militar que agrupaba a las unidades republicanas que habían quedado cercadas al norte del Ebro. Al mes siguiente, esta formación fue reestructurada y se crea el Ejército del Ebro que queda al mando de «Modesto». El nuevo ejército estaba integrado por los Cuerpos de Ejército V, XII y XV y dirigidos respectivamente por los oficiales Líster, Vega y Tagüeña. Los republicanos estaban preparando la mayor ofensiva de todas cuantas habían organizado durante la guerra: la idea era que las unidades republicanas al sur de Cataluña, el Ejército del Ebro, cruzaran el río y alteraran las comunicaciones franquistas con el levante, paralizando sus operaciones en esa zona. De ser posible, deberían dirigirse hacia el sur, hacia el encuentro de sus compañeros del Ejército del Levante, volviendo a unir las dos zonas republicanas aisladas entre sí, aunque esta era una posibilidad muy remota.
La noche del 24 al 25 de julio, con un cielo sin luna, las fuerzas republicanas empezaron a cruzar el Ebro en un frente de más de 50 km. que iba desde Mequinenza hasta Amposta, cerca de la desembocadura del río. En un rápido movimiento, logran establecer varias cabezas de puente y avanzar profundamente hacia el interior, donde chocaron con una fortísima resistencia en Gandesa. Detenido su avance, las tropas se pusieron a cavar trincheras. El teniente coronel Modesto había previsto bombardear Gandesa pero la aviación republicana (como hubiera hecho desde el primer día de la ofensiva) seguía sin aparecer en el sector del Ebro, con gran indignación por parte la infantería republicana. El impacto de la ofensiva republicana fue enorme tanto en España como en Europa, pues se creía poco más que imposible que una ofensiva de tal calibre se pudiera realizar por parte de un ejército al que se daba por derrotado. El júbilo y la alegría en la España republicana fueron inmensos, como también lo fueron las felicitaciones a Modesto por su competente dirección durante las operaciones, siendo premiado con el ascenso a coronel. Para el general Franco, el desafío que suponía esta ofensiva republicana no era algo que políticamente pudiera asumir, y consecuentemente, acudió al Frente del Ebro con sus mejores unidades militares, dispuesto a eliminar esta amenaza. En una sangrienta lucha de casi cuatro meses, ambos ejércitos estuvieron sosteniendo una larga lista de combates de los que finalmente salió vencedor el Ejército franquista. Modesto, no obstante, mostró sus mejores dotes organizativas y de mando durante la batalla, pero no pudo evitar el resultado final y a mediados de noviembre, él y sus hombres hubieron de cruzar de nuevo el río.
El 23 de diciembre comenzó la ofensiva final franquista sobre Cataluña, encontrando una gran resistencia por parte de algunas unidades republicanas. Lo cierto es que para estas fechas el Ejército del Ebro se encontraba muy mermado en efectivos tanto humanos como materiales, si bien mantuvo una resistencia en la medida de sus posibilidades (sin poder evitar la caída de Barcelona). A comienzos de febrero los restos del Ejército del Ebro llegaron al norte de Cataluña, donde intentaron organizar una línea de defensa aprovechando el nuevo material militar que estaba llegando al otro lado de la frontera francesa, aunque fue imposible. Modesto propuso evacuar a Francia los restos del Ejército del Ebro para, una vez allí, trasladarlos a la zona central, donde continuar la lucha, pero era una idea completamente fuera de lugar para las circunstancias reales. Para el 9 de febrero, él y la mayoría de sus hombres ya se encontraban al otro lado de la frontera francesa.

#### Final de la contienda
Tras la caída de Cataluña pasó a Francia, desde donde regresó a la zona centro junto a otros dirigentes y militares comunistas. Allí se encontraba el presidente Negrín en la conocida como Posición Yuste, en Alicante, donde se habían instalado él y su gobierno además de los principales dirigentes del PCE. A comienzos de marzo fue ascendido hasta el grado de general y, según algunos autores, estaba previsto que fuera nombrado comandante en Jefe del Ejército del Centro. No obstante, existen discrepancias respecto a este último punto. En ese momento, el 5 de marzo se produjo el Golpe de Estado del coronel Casado. En los momentos de incertidumbre ante el golpe de Estado, Modesto se encontraba jugando al ajedrez con el ministro Julio Álvarez del Vayo, sin saber muy bien qué sería de él ni de los que le acompañaban. Finalmente, junto con el presidente Negrín, Líster, y otros dirigentes republicanos o del PCE, el 6 de marzo salió de España en avión rumbo al exilio.

### Exilio
Al finalizar la guerra, y amparándose en su militancia en el Partido Comunista de España, logra trasladarse a la Unión Soviética junto a otros militares españoles miembros del PCE como Enrique Líster, El Campesino, El Esquinazau, etc. Las autoridades soviéticas les reconocieron sus graduaciones adquiridas en el Ejército Popular de la República. Durante su estancia fue nuevamente destinado en la Academia Militar Frunze para ampliar estudios. Cuando el 22 de junio de 1941 la Alemania nazi invadió a la URSS, él y otros españoles acogidos solicitaron su incorporación al frente, petición que fue desestimada por las autoridades soviéticas. Stalin argumentó que debían reservarse para «su futura lucha en España», por lo que siguió prestando servicio en la Academia Frunze. Más avanzada la contienda estuvo destinado en el Ejército búlgaro comunista que combatió a los nazis junto con las tropas del Ejército Rojo durante la retirada germana de los Balcanes en el otoño de 1944.
Finalizada la guerra, siguió militando en el PCE pero resultaría derrotado en las luchas internas entre las distintas facciones del Partido Comunista de España para hacerse con el control del mismo, retirándose después a Praga (capital de Checoslovaquia). Allí se encontraba cuando le sorprendieron los sucesos de la llamada Primavera de Praga de 1968, una ola de cambios democráticos y liberales del rígido sistema comunista en Checoslovaquia. Los soviéticos temían que estos cambios supusieran un debilitamiento del sistema comunista en la Europa Oriental, el conocido como Pacto de Varsovia, por lo que tropas de los países comunistas invadieron el país para frenar el proceso y asegurarse de la permanencia checoslovaca en el Bloque oriental. Al igual que muchos checoslovacos, Modesto se opuso a la entrada de los tanques soviéticos en Praga. Al año siguiente escribió sus memorias Soy del Quinto Regimiento, publicadas en París, aunque ese año también coincidió su muerte.

## Personalidad
El historiador Hugh Thomas describió a Modesto como un «andaluz sarcástico y despótico, a veces brutal y raras veces sincero» Por su parte Javier Reverte, autor de la biografía novelada de Modesto El tiempo de los héroes, critica que Thomas tomase acríticamente las valoraciones de Manuel Tagüeña, que destestaba personalmente a Modesto. No obstante, en sus cualidades castrenses constituía un auténtico jefe militar, carente de ambiciones políticas pero dotado de amplias cualidades de mando y estrategia. Aunque Modesto y Líster habían sido compañeros de armas desde la primera hora, generalmente mantuvieron tensas relaciones y mantenían fuertes diferencias entre ambos, al igual que también le ocurría con la dirigente comunista Dolores Ibárruri o el también militar Valentín González. En su obra sobre el Ejército Popular de la República, el historiador militar Ramón Salas Larrazábal reconoce sus dotes militares y sus capacidades de mando, pues en poco tiempo pasó de comandante de milicias a ser general del Ejército republicano, el único caso ocurrido en la guerra civil española con oficiales salidos del cuadro de milicias. El historiador Michael Alpert dice de él:

La figura de Juan Modesto resulta sobresaliente. No sólo fue el oficial de Milicias de mayor graduación, siendo coronel desde julio de 1938 y ascendido a general en el último mes de la guerra, sino que además los autores de memorias sobre aquella época se cuidan de no criticarle.

El propio jefe del Estado Mayor Central republicano, el general Vicente Rojo, se encontraba fuertemente impresionado por sus cualidades. Durante la batalla de Teruel, en febrero de 1938, escribió a Indalecio Prieto que Modesto «le inspiraba una gran confianza».

## Obras
- Modesto, Juan (1978). Soy del Quinto Regimiento: notas de la Guerra Española (3.º, 1.ª en Ediciones de bolsillo edición). Editorial Laia. ISBN 84-7222-363-9. OCLC 5221402.